# B. Müller Magda
B. Müller Magda (Budapest, 1937. április 23. –) fotóművész, dokumentarista fotográfus, standfotós, szakíró, szerkesztő.
Művészi fotográfiáival jelentősen hozzájárult a magyar film és általában Magyarország jóhíréhez a nagyvilágban.
Összesen hatvan magyar játékfilm művészi standfotóit készítette el. Köztük olyan világhírű alkotásokét, mint például a Mephisto című Oscar-díjas film standfotóit.
Számos emlékezetes művészi portrét készített írókról (Mándy Iván), rendezőkről (Radványi Géza), színészekről (Latinovits Zoltán); és még filmművészek sokszázairól.
Szociográfiai és egyéb művészi fotóinak mennyisége nem jelentős.

## Életpályája
Iskoláit a Ferencvárosban végezte, a Fáy András Gimnáziumban érettségizett.
Férje Bauer György (1962), gyermekük Bauer Nóra.
1956 végétől a Papírkutató Intézet laboratóriumában, majd a KFKI-ban, a Központi Fizikai Kutató Intézetben kezdett dolgozni.
Itt ismerkedett meg a fotózás technikai alapjaival. Önképzéssel, legfeljebb rövidebb tanfolyamok látogatásával fejlesztette
magát fotóművésszé. Mentorának Illés György operatőrt tekinti.
Első jelentős munkája a Fotóművész Szövetség pályázatára készített Mártír című sorozata 1963-ban, amellyel díjat is nyert.
1964-ben a Ferencvárosi Pinceklub megrendezte József Attila-kiállítását a Város peremén címmel.
1969-től a Filmgyár standfotósa.
Itt első önálló munkája az Utazás a koponyám körül című film (rendezte: Révész György, főszereplő: Latinovits Zoltán) standfotói. A későbbiekben pedig olyan filmrendezőkkel dolgozott együtt, mint Radványi Géza, Jancsó Miklós, Mészáros Márta, Huszárik Zoltán, Sára Sándor.
A Fotóművész Szövetség tagja 1979-től.
1989-től a Magyar Filmtörténeti Fotógyűjtemény vezetője.

## Kiállítások
- A város peremén (József Attila) (Ferencvárosi Pinceklub, 1964)
- Relációk (Vác, 1979)
- Filmgyári Capriccio (Mafilm III–IV-es műterme, 1985)
- „Ég a malom” (József Attila) (Szentendre, Malom, 2000)

## Könyvei
- Filmgyári Capriccio (1985)
- Volt egy csapat... ...kell egy csapat; összeáll. B. Müller Magda, bev. Bikácsy Gergely; Magyar Filmtörténeti Fotógyűjtemény Alapítvány, Bp., MFFA, 2002
- „A művészet antisors” – irodalmi mozaik Latinovits Zoltánról (fotói) Budapest: Tinta Könyvkiadó Kft., 2003. ISBN 9789639372689.
- Sámán. Zolnay Pál filmrendező; vál., szerk., interjúk Fazekas Eszter, fotó B. Müller Magda; Magyar Filmtörténeti Fotógyűjtemény Alapítvány, Bp., 2003
- Parnasszus (2008)
- Relációk; Magyar Filmtörténeti Fotógyűjtemény Alapítvány, Bp., 2010
- Még mindig veri az ördög a feleségét. András Ferenc filmrendező; szerk. Kelecsényi László, előszó Zalán Vince, interjúk Ozsda Erika; Magyar Filmtörténeti Fotógyűjtemény Alapítvány, Bp., 2006 (fotói)
- Kizökkent idő; Aranymetszés Kft., Budaörs, 2012
- Ez csak színjáték. Filmlegendák; szerk. Kelecsényi László, fotó B. Müller Magda; Filmfotó Kft., Bp., 2015

## Szerkesztésében, fotóival megjelent könyvek
- Hernádi Gyula: Magyar rapszódia – Jancsó Miklós filmjei (1991, társszerkesztő: Márfai Péter)
- Szindbád, a halhatatlan. Krúdy Gyula, Huszárik Zoltán, Sára Sándor, Latinovits Zoltán; szerk., fotó B. Müller Magda, graf. Huszárik Zoltán; Magyar Filmtörténeti Fotógyűjtemény Alapítvány, Bp., 2006
- Dínom-dánom. Vigasságok magyar filmen; összeáll. B. Müller Magda, előszó Vámos Miklós; Magyar Filmtörténeti Fotógyűjtemény Alapítvány, Bp., 2007

## Portréfilmek róla
- A Filmmúzeum televízió Állókép című sorozatában: B. Müller Magda (Riporter: Prokopp Dóra, 2000)
- A 9.Tv televízió Heti Portré című sorozatában: B. Müller Magda (Riporter: Oláh Olívia, 2012)

## Néhány ismertebb film, amelyek sikerében fotósként közreműködött
| - A vád (1996) - Jó éjt királyfi (1994) - Vigyázók (1993) - Könyörtelen idők (1992) - És mégis... (1991) - Georg Elser - Einer aus Deutschland (magyarországi) (1989) - Murderers Among Us: The Simon Wiesenthal Story (tévéfilm) (1989) - Túsztörténet (1989) - Hanussen (1988) - Tüske a köröm alatt (1988) - Akli Miklós (film) (1986) - Embriók (1986) - Sortűz egy fekete bivalyért (1985) - Redl ezredes (1985) - Őszi almanach (1984) - Felhőjáték (1984) - Mennyei seregek (1983) - Vérszerződés (1983) - A zsarnok szíve, avagy Boccaccio Magyarországon (1981) - Mephisto (1981) - Circus maximus (1980) | - Élve vagy halva (1980) - Vasárnapi szülők (1980) - 80 huszár (1979) - A kedves szomszéd (1979) - Szabadíts meg a gonosztól (1979) - A trombitás (1979) - Amerikai cigaretta (1978) - Pókfoci (1977) - Sámán (1977) - Apám néhány boldog éve (1977) - Tükörképek (1976) - Talpuk alatt fütyül a szél (1976) - Vörös rekviem (1976) - Herkulesfürdői emlék (1976) - Örökbefogadás (1975) - Bástyasétány hetvennégy (1974) - Régi idők focija (1973) - Tűzoltó utca 25. (1973) - Fotográfia (1973) - Szindbád (film) (1971) - Utazás a koponyám körül (1970) |

## Díjak, elismerések
- 1963: a Fotóművész Szövetség díja
- 1980: Szocialista Kultúráért
- 2000: Balázs Béla-díj